# CiNii
CiNii (japonsko サイニィ, okrajšava za Citation Information by NII) je bibliografska podatkovna zbirka, ki jo vzdržuje japonski Nacionalni center za informatiko (NII). Vsebuje podatke o gradivu v japonskih akademskih knjižnicah s poudarkom na delih v japonščini in angleških delih, ki so bila izdana na Japonskem. Javni servis, dostopen prek spleta, išče po zbirkah NII, pa tudi zbirkah Japonske nacionalne knjižnice, institucionalnih repozitorijih akademskih ustanov in drugih virih.
Je največja in najcelovitejša tovrstna zbirka podatkov v državi. Zajema številna področja, največ poizvedb pa je s področij humanistike in družboslovja, saj je CiNii edina zbirka, ki pokriva japonska strokovna dela s teh področij, za razliko od naravoslovja, ki je tudi predmet drugih zbirk.
Zbirka dodeli unikaten identifikator, NII Article ID (NAID) vsakemu članku iz revije. Drug identifikator, NII Citation ID (NCID), se uporablja za knjige. Poleg tega vsebuje identifikatorje ločeno za avtorje člankov in knjig (torej ima lahko ista oseba dva različna identifikatorja v vsakem delu zbirke).